# Judge Priest
Judge Priest (Brasil: Juiz Priest / Portugal: O Juiz Priest) é um filme de comédia norte-americano de 1934. O filme foi dirigido por John Ford e produzido por Sol M. Wurtzel em associação com a Fox Film. O filme é ambientado no pós-reconstrução Kentucky.

## Elenco
- Will Rogers como Juiz William 'Billy' Priest
- Tom Brown como Jorome Priest
- Anita Louise como Ellie May Gillespie
- Henry B. Walthall
- David Landau como Bob Gillis
- Rochelle Hudson como Virginia Maydew
- Roger Imhof como Billy Gaynor
- Frank Melton como Flem Talley
- Charley Grapewin como Sargento Jimmy Bagby
- Berton Churchill como Senador Horace Maydew
- Brenda Fowler como Mrs. Caroline Priest
- Francis Ford como jurado nº 12
- Hattie McDaniel como Tia Dilsey
- Stepin Fetchit como Jeff Poindexter
- Ernest Shields como Milan (não-creditado)[3]